# یوئیچیرو سایتو
یوئیچیرو سایتو (انگلیسی: Yuichiro Saito؛ زادهٔ ۱ نوامبر ۱۹۷۶) اهل ژاپن است.